# Tommy Douglas
Pour les articles homonymes, voir Thomas Douglas.
Thomas Clement Douglas, dit Tommy Douglas, né le 20 octobre 1904 à Falkirk (Écosse) et mort le 24 février 1986 à Ottawa (Canada), est un pasteur chrétien baptiste, imprimeur et un homme politique canadien d'origine britannique. Il est le 7e premier ministre de la Saskatchewan, en fonction de 1944 à 1961, principalement connu pour être le père de l'institution de l'assurance maladie universelle au Canada.
Douglas dirige l'un des premiers gouvernements sociaux-démocrates en Amérique du Nord et est le premier chef fédéral du Nouveau Parti démocratique (NPD). Sa fille, l'actrice Shirley Douglas, est la mère de l’acteur Kiefer Sutherland issu de son mariage en 1966 avec l’acteur Donald Sutherland dont elle divorce en 1970.

## Biographie
Il étudie en théologie à l’Université de Brandon, et obtient un baccalauréat en 1930, puis il étudie en sociologie à l'Université McMaster et obtient un maîtrise en 1933.

### Ministère
Deux mois après avoir obtenu son diplôme de l’Université de Brandon, il déménage à Weyburn (Saskatchewan), et est ordonné pasteur à l'église baptiste du Calvaire ,.

### Politique
Lors de la Grande Dépression, Douglas devient un activiste social et rejoint le nouveau parti politique Co-operative Commonwealth Federation (CCF). Il est élu à la Chambre des communes du Canada lors des élections fédérales canadiennes de 1935.
Il est élu chef de la Fédération du Commonwealth coopératif de Saskatchewan en 1942 après avoir défié avec succès le chef sortant, George Hara Williams. Le 1er juin 1944, il démissionne de la Chambre des communes. Lors des élections générales de la Saskatchewan de 1944 du 15 juin, il permet au CCF de remporter 47 des 52 sièges à l'Assemblée législative de la Saskatchewan et devient premier ministre.
En 1961, sur les ondes de la Société Radio-Canada, Tommy Douglas raconte Mouseland, une histoire écrite par l'homme politique canadien Clarence Gillis, son ami. Il s'agit d'une fable politique exprimant l'opinion du Parti social démocratique du Canada, auquel il adhère avant de rejoindre le nouveau NDP, selon laquelle le système politique fédéral canadien est vicié en offrant aux électeurs un faux dilemme : le choix de deux partis, dont aucun des deux ne représenterait leurs intérêts.

### Communication politique
Le succès politique de Tommy Douglas peut s’expliquer en partie par ses talents de communicateurs. Celui-ci avait tendance à inclure des propos populistes efficaces pour rejoindre la population rurale de sa province, notamment en utilisant des fables et contes dans le but d’expliquer l’idéologie qu’il prônait, le socialisme, de façon simplifiée. Il utilisait fréquemment des phrases considérées comme étant des clichés de nature populiste comme en déclarant à la fin de ses discours : « every race, colour, and creed ». De plus, cet ancien pasteur avait aussi l’habitude d’inclure la religion dans ses discours en justifiant plusieurs de ses convictions par sa foi. Aussi, Tommy Douglas n’hésitait pas à tenter de faire rire son audience en se moquant de lui-même de façon régulière. Cet homme politique était considéré par plusieurs comme un habile communicateur ayant un excellent sens de l’autodérision.
Malgré ses talents reconnus de communicateur, Tommy Douglas admet dans son ouvrage The making of a Socialist : the recollections of T.C. Douglas avoir été affecté négativement par les médias à cause de l’idéologie socialiste qu’il défendait. Il fait référence à un article abordant une situation dans laquelle le gouvernement de Douglas, qui faisait face à un surplus important de chevaux en raison de la Seconde Guerre mondiale et a décidé de mettre en place un plan pour vendre la viande de cheval à la Belgique, ainsi qu’à sa colonie à l’époque du Congo. Cependant, cela sera présenté de façon négative, selon Douglas, dans les médias de masse d’Amérique du Nord. Dans son livre, il explique que selon lui, ces médias de masse ont employé la dramatisation envers lui lors de cette affaire et lors d’autres événements survenus pendant sa carrière politique. De plus, ces médias nord-américains suivent un modèle de « domination du marché » dans lequel l’intervention de l’État est faible. Ainsi, le facteur de « domination du marché » et la prédominance de l’idéologie capitaliste aux États-Unis et même au Canada à l’époque sont des facteurs pouvant expliquer ce traitement médiatique de la Fédération du Commonwealth coopératif (CCF).

## Assurance maladie canadienne
Le souci prioritaire de Douglas est la création de l'assurance maladie. Lors de l'été 1962, la Saskatchewan devient le centre d'une lutte entre le gouvernement provincial, l'establishment médical nord-américain et les médecins de la province, qui déclenchent une grève. Les médecins craignent alors que leurs intérêts ne soient pas suivis, qu'il existe une perte importante de revenus et l'interférence gouvernementale dans les décisions de soins de santé. Leurs défenseurs font également valoir que des plans privés ou gouvernementaux d'assurance maladie assurent de 60 à 63 % de la population de Saskatchewan avant le vote de la loi sur l'assurance maladie.
Beaucoup doutent de la faisabilité de l'assurance maladie, mais sous la direction du Parti social démocratique du Canada, les médecins acceptent finalement la surveillance gouvernementale. De plus, avec une planification financière prudente, assez d'argent peut être mis de côté pour établir un système de soins de santé universel. Le fait d'en avoir prouvé le réalisme au niveau provincial prépare la voie pour un programme d'assurance maladie national. Bien que Douglas soit souvent décrit comme le père de l'assurance maladie au Canada, le programme saskatchewanais est officiellement lancé par son successeur Woodrow Stanley Lloyd en 1962. Douglas démissionne de son poste de premier ministre en 1961 pour prendre les rênes du Nouveau Parti démocratique.
Le succès du programme public de soins de santé ne passe pas inaperçu auprès du gouvernement fédéral. Puisque le premier ministre conservateur nouvellement élu du Canada, John Diefenbaker, lui-même Saskatchewanais, décrète en 1958 que toute province cherchant à instaurer un plan d'« assurance-hôpital » recevrait cinquante cents de dollar du gouvernement fédéral et qu'en 1962, Diefenbaker nomme Emmett Hall, également Saskatchewanais, un juriste et juge de la Cour suprême, pour présider une commission royale sur le système de santé national. Emmett Hall recommande en 1964 l'adoption au niveau fédéral du modèle saskatchewanais d'assurance maladie publique. En 1966, le gouvernement libéral minoritaire de Lester B. Pearson crée un tel programme, financé à 50 % par le fédéral et à 50 % par les provinces.

## Critiques médiatiques
Tommy Douglas affirmait avoir été victime de propagande par les médias de masse surtout par les médias écrits de l’époque. De plus, cette propagande fut très efficace aux États-Unis et certains acteurs politiques et médiatiques ont eux-mêmes été influencés par cette propagande blanche. Par contre, on retrouvait aussi d’autres instruments de la propagande comme des pamphlets, des affiches, des dessins animés, tous des moyens employés lors des Élections fédérales canadiennes de 1945. Plus précisément, un pamphlet intitulé Social Suicide a été envoyé à des millions de Canadiens lors de cette élection. Ce pamphlet faisait une comparaison entre une « utopie sociale » dont le CCF faisait la promotion selon ses adversaires politiques et la mort. Cette propagande fut mise en place par un ancien cadre de la CBC, Gladstone Murray, ainsi que d’autres membres du milieu des affaires. Ces groupes mettaient de l’avant l’idée que si le CCF obtient un certain succès électoral, cela pourrait mener à un système totalitaire et où toutes les entreprises seraient nationalisées et peu ou aucune liberté individuelle n’existerait. D’autres acteurs importants comme Burdick Trestrail, un consultant en relations industrielles américain fut engagé par la Chambre de commerce de Toronto pour mener une campagne de propagande contre les candidats municipaux affiliés au CCF. Ainsi, il est peu étonnant que Tommy Douglas ait dénoncé cette propagande à son égard et l’égard de son parti dans son livre The making of a Socialist : the recollections of T.C. Douglas.

## Filmographie
- Prairie Giant : the Tommy Douglas story, 2005[12].
- Tommy Douglas: The Fight of a Lifetime, 2000[13],[14].
- Tommy Douglas: Keeper of the Flame, 1986[15].

## Hommage
En 2004, un concours au programme de CBC Television, version anglophone de la Société Radio-Canada, nomme Tommy Douglas le plus grand Canadien (en anglais : The Greatest Canadian).

## Archives
Il y a des fonds Tommy Douglas à Bibliothèque et Archives Canada et aux Archives provinciales de la Saskatchewan.